# Justin Sun
Justin Sun (en chino simplificado, 孙宇晨; pinyin, Sūn Yǔchén; nacido el 30 de julio de 1990), es un empresario chino-granadino nacido en Xining, Provincia de Qinghai, China. Es el fundador de la empresa de criptomonedas Tron y asesor global de HTX. Se desempeñó como Embajador de Granada ante la Organización Mundial del Comercio (diciembre de 2021 - junio de 2022).

## Trayectoria
Justin Sun se graduó de la licenciatura en el Departamento de Historia de la Universidad de Pekín. Durante sus estudios universitarios, representó a la Universidad de Pekín en un Modelo de Naciones Unidas celebrado en La Haya, Países Bajos. Obtuvo una maestría en el Departamento de Estudios de Asia Oriental de la Universidad de Pensilvania. En 2014, fundó la empresa Ruibo (锐波) y se desempeñó como su CEO, siendo uno de los primeros promotores de la tecnología blockchain en China.
Obtuvo una maestría en el Departamento de Estudios de Asia Oriental de la Universidad de Pensilvania. En 2014, fundó la empresa Ruibo (锐波) y se desempeñó como su CEO, siendo uno de los primeros promotores de la tecnología blockchain en China.
En abril de 2015, Justin Sun participó por segunda vez en el programa Diálogo de CCTV Finance. En 2016, fue miembro del Comité de la Conferencia Consultiva Política del Pueblo Chino (CCPPCh) de la 14.ª sesión del distrito de Panyu en Guangzhou.
En septiembre de 2017, fundó TRON. En enero de 2018, el valor de mercado de TRON se disparó hasta los 10.000 millones de dólares, entrando en el top 10 de capitalización de mercado de las criptomonedas globales. El 10 de agosto del mismo año, Justin Sun adquirió con éxito el dominio BlockChain.Org.
En 2019, invirtió en el exchange de criptomonedas Poloniex y estableció colaboraciones en áreas como la stablecoin TRC20-USDT y las finanzas descentralizadas (DeFi). El 16 de julio de 2020, ofreció públicamente una recompensa de 1 millón de dólares por información que llevara a la captura de los hackers detrás del gran fraude de Bitcoin en Twitter.
En abril de 2021, Justin Sun adquirió en una subasta de Christie's en Londres la obra Femme nue couchée au collier de Picasso por 20 millones de dólares y Triple Self Portrait de Andy Warhol por 2 millones de dólares. En diciembre, Justin Sun fue nombrado Representante Permanente y Embajador Plenipotenciario de Granada ante la Organización Mundial del Comercio (OMC), cargo del que posteriormente dimitió.
El 10 de octubre de 2022, se convirtió en Asesor Global de Huobi HTX. El 7 de octubre de 2023, su obra Le Nez de Alberto Giacometti se exhibió en una exposición especial en París.
En 2024, compró por 6,2 millones de dólares la obra Comedian del artista italiano Maurizio Cattelan (un plátano pegado con cinta adhesiva), se lo comió y declaró: "Sabe mucho mejor que otros plátanos, realmente está bueno". La casa de subastas Sotheby's confirmó que el pago se había completado.